# 大粛清
大粛清（だいしゅくせい、露: Большой террор）とは、ソビエト連邦（ソ連）の最高指導者ヨシフ・スターリンが1930年代後半にソビエト連邦および衛星国のモンゴル人民共和国等で実行した大規模な政治弾圧を指す。スターリンからすれば、粛清とは党の浄化を意味した。
ソビエト連邦の崩壊後の現在では массовые репрессии （大弾圧）や Большой террор （大テロル）、ежовщина （エジョフシチナ）などとも呼ばれる。Большая чистка (大粛清)は、党員の資格点検運動を意味するчистка（チーストカ、粛清）と混同されやすいので、大テロルの方が比較的適切であるともされる。

## 概要
ソビエト連邦共産党内における幹部政治家の粛清に留まらず、一般党員や民衆にまで及んだ大規模な政治的抑圧として世界でも悪名高い。1934年のセルゲイ・キーロフ暗殺事件を契機として開始された。ロシア連邦国立文書館にある統計資料によれば、1937年から1938年までに、134万4,923人が即決裁判で有罪とされ、68万1,692人が死刑判決を受け、63万4,820人が強制収容所や刑務所へ送られた。ただし、この人数は反革命罪で裁かれた者に限る。ソ連共産党は大きな打撃を受け、旧指導層（オールド・ボリシェヴィキ）はごく一部を除いて絶滅させられた。特に地方の地区委員会、州委員会、共和国委員会が丸ごと消滅したケースもある。
1934年に開かれた第17回党大会の時点での1,966人の代議員のうち、1,108人が逮捕され、その大半が銃殺刑となった。1934年時点の中央委員会メンバー（候補含む）139人のうち、110人が処刑されるか、あるいは自殺に追い込まれた。1940年にトロツキーがメキシコで殺害された後は、レーニン時代の高級指導部で生存しているのは、スターリンを除けばカリーニンだけだった。また、大粛清以前の最後の党大会（1934年）の代議員中、次の大会（1939年）にも出席できた者はわずか3%に過ぎなかった。1939年の党の正式メンバーのうち、70%は1929年以降の入党、つまりスターリン期の入党であり、1917年以前からの党員は3%に過ぎなかった。党の討論機関たる大会と中央委員会は、終には政治局さえも1939年以後、スターリンが1953年3月5日に死去するまでめったに開会されなくなった。
党指導者を目指してスターリンに対抗していた者は全て公開裁判（モスクワ裁判）で嘲笑の対象にされ、死刑の宣告を受けた。ジノヴィエフ、カーメネフ、ブハーリン、トムスキー、ルイコフ、ピャタコフ、ラデックは非共産圏のイギリス、ドイツ、フランス、アメリカ、ポーランド、日本のスパイもしくは反政府主義者、あるいは破壊活動家という理由で、さらし者にされた上で殺された。
赤軍も5人の元帥のうちトゥハチェフスキー、エゴロフ、ブリュヘルの3名、国防担当の人民委員代理11人全員、最高軍事会議のメンバー80人の内75人、軍管区司令官全員、陸軍司令官15人の内13人、軍団司令官85人の内57人、師団司令官195人の内110人、准将クラスの将校の半数、全将校の四分の一ないし二分の一が「粛清」され、大佐クラス以上の将校に対する「粛清」は十中八九が銃殺である。
ソビエト国内にいた外国人の共産党員も被害者であった。1939年冬には600人のドイツ人が内務人民委員部 (NKVD) の手でゲシュタポに引き渡された。1919年のハンガリー革命の主導者クン・ベーラおよび1919年の革命政府人民委員12人が逮捕され処刑された。イタリア人共産党員200人、ユーゴスラヴィア人100人あまり、ポーランド共産党の指導者全員、そしてソ連に逃亡していた5万人ほどのポーランド人の内、わずかな例外を除く全員が銃殺された。コミンテルンは1942年に正式に解体された。しかし、そのスタッフと幹部は、ロシア人であるかによらず、ほぼ全員が1939年の夏までに粛清された。
なお、モスクワ裁判などのような政界、軍部の大物を除いては、処刑されたという事実さえ犠牲者の家族には伝えられなかったことが多く、家族には「通信の権利のない10年の懲役刑」「獄中で病死」などの虚偽の通達がなされることが多かった。中には、死亡時の詳細が現在も明らかになっていないものも多い。

## 背景
大粛清の要因として主に指摘されているのはスターリンの絶対的な権力掌握、そしてスターリン自身の猜疑心である。スターリンの側近ラーザリ・カガノーヴィチは、晩年のフェリックス・チュエフとのインタビューにおいて、モスクワ裁判で粛清された古参ボリシェヴィキらがかつてはレーニンと敵対関係にあったことについて言及しており、スターリンは、彼らを生かしておけば彼らに取り囲まれてロベスピエールのように殺されると考えたのだと発言している。ブハーリンは、逮捕前に妻に記憶させて焼き捨てた遺書の中で、NKVDはスターリンの病的な猜疑心のいいなりになって下劣極まりない仕事に精を出している、と批判している。
また、赤軍出身の歴史家ドミトリー・ヴォルコゴーノフ（彼自身も父を大粛清で失っている）は一連の著作の中で、大粛清はレーニン以降のボリシェヴィキ政権が行った赤色テロの最終的な到達点であると主張している（ロマン・ウンゲルンの処刑をレーニンが命じた記録などをヴォルコゴーノフは発見している）。1930年代のドイツにおけるヒトラー政権の誕生や極東における日本帝国主義の台頭などが、スターリンにはソ連に対する包囲網と取れたから、という解釈を含めても行き過ぎた粛清であったのである。
一方で、スターリンは大粛清の嚆矢となったキーロフ暗殺の約半年前にナチス・ドイツで発生した粛清事件（長いナイフの夜）に対して、欧米各国とは対照的に肯定的な反応をしており、このことから長いナイフの夜事件がスターリンに反対勢力を徹底的に根絶する決意を固めさせたともいわれる。
なお、大粛清の目的は、「敵の脅威」を作り出すことで国民を恐れさせ、団結させることにあるという指摘もある。

## 経緯

### チーストカ（粛清）の始まり(1921年）
レーニンは1917年に国家保安機関・秘密警察の反革命・サボタージュ取締全ロシア非常委員会(通称Cheka:チェカー）を設立した。チェカーは反革命分子を摘発し処刑した赤色テロルを推進した。チェカーの幹部ラツィスは「チェカーの行動は、反革命が根をおろしてきたソヴィエト生活のすべての分野にまでひろがらなければならない」「チェカーの活動範囲からまぬがれるところはどこにもない」と述べている。
レーニンが存命中だった1921年夏以降、「総粛清」「大量粛清」とよばれる党員の行状の総点検は繰り返された。1921年の党員の点検「チーストカ（粛清）」でチェカーは、党員の過去情報を提供した。1922年、チェカーは内務人民委員部の国家政治保安部(GPU)として改組された。

### 五カ年計画・集団化と粛清
粛清の起源は、五カ年計画(1928-1932年)、とくに農業の集団化の失敗のなかにあると指摘される。
パステルナークは「集団化は、間違った、不成功に終わった措置なのに、その過ちを認めるわけにはいかなかった。この失敗を隠すために、あらゆる組織的暴力手段を使って、人々の思考習慣や自主的判断を矯正しなければならなかった。彼らは存在しないものを見たといい、自分の眼が自分に知らせてくれるものと正反対のことを主張するように強制された。「エジョフシチナ」（粛清）の前例のない残酷さ、適用することを目的としていない憲法の発布、選挙の原則に基づかない選挙の導入はここからはじまった。」という。
マーティン・メイリアは、ソ連では「目の前の現実を、新しい文化、つまり、非現実的な世界を生み出すことによって否定する必要があった。国民は弾圧によって、こうした文化を新しい社会主義の本当の姿として無理やり認めさせられた」ことが、五か年計画と粛清をつなぐ基本的な論理であるとする。また、この基本的な論理に加えて、スターリンの地位がまだ不安定であったこと、党も不安定な状態にあったこと、国際関係の危機などの問題がよりあわさって1936年の見せ物裁判が行われたという。
スターリンは五か年計画をピョートル大帝に、粛清についてはイヴァン雷帝にたとえたという。

### 1933年の粛清
1932年12月11日に、スターリンは党員が増えすぎたことを理由に、新規入党を停止した。1933年初めには、共産党の総粛清が決定。点検は1933年秋に開始された。1933年からの共産党の総粛清では、入党したてのものが「消極分子」として除名された。
こうして1929年以来4年ぶりの全党チーストカ（粛清）が行われたが、このチーストカを大粛清（大テロル）の序曲とみなすか、たんに党員の乱雑さを正した綱紀粛正であったとみなすかで見解が分かれる。ただし、全党チーストカ（粛清）と同時並行して「反革命分子」の摘発・粛清も行われた。1933年1月、党中央委員会は、エイスモント、トルマチョフ、スミルノフらの「反共産党グループ」を摘発し、1933年3月には、農業機構で「反革命分子」が摘発され、35人が銃殺され、また経済危機の原因をイギリス人の「反革命分子」とするメトロ=ヴィッカース事件(Metro-Vickers Affair)も起きた。

### キーロフ暗殺事件 (1934)
ウラジーミル・レーニンの死後、党内における政争に勝利し権力を掌握したスターリンであったが、党の中には古参党員を中心にスターリンの台頭に危機を覚える者が多数存在した。そのような中、1934年12月にスターリンの後継者とみなされていた共産党幹部セルゲイ・キーロフが、レニングラード共産党支部においてレオニード・ニコラエフという青年に暗殺されるという事件が起こる。
指導部は、事件当日にテロリズムの審理は十日以内に終わらせ、控訴恩赦は認めず、死刑の迅速な執行を命じた。
スターリンは、事件の背後にジノヴィエフらがいるとみて、ジノヴィエフ派の13人が逮捕され、処刑された。
この事件については、当時キーロフの存在に脅威を感じるようになっていたスターリンが部下のゲンリフ・ヤゴーダに命じ暗殺させたという説もある。しかし、キーロフ暗殺はスターリンによって仕組まれた陰謀であったとする直接的証拠は（1997年時点で）発見されていない。
また、警部隊長ボリソフが、チェキストと同乗した車内で不審死しており、医学鑑定では交通事故死とされたが、事件との関連は不明のままである。

### 大テロルの開始：第1次モスクワ裁判 (1936)
スターリンはさらに、犯行は「レニングラード・テロリストセンター」と呼ばれるトロツキー一派の仕業であるというでっちあげの公式声明を行い、その逮捕を口実に、自らの反対派抹殺に乗り出した。まずレニングラードの共産党関係者が5000人ほど逮捕され、強制収容所へ連行された。
さらにかつて反トロツキーでスターリンと手を組んでいた大物たち、カーメネフとジノヴィエフらも標的となった。1936年7月27日の党中央委員会秘密書簡で、グリゴリー・ジノヴィエフらはキーロフ暗殺に関わっていたとされ、トロツキー派とも組んで政権転覆をねらっていたとされた。この秘密書簡によって大テロルは始動した。
カーメネフとジノヴィエフらは「合同本部陰謀事件」を企んだとして逮捕され、1936年8月の第一次モスクワ裁判にかけて銃殺刑に処した。先に逮捕されたレニングラード共産党の関係者5000人もこの裁判の後に全員が銃殺刑に処されている。スターリン時代最初の大規模殺戮だった。これはまだ序の口で、粛清はこの後さらに過激さを増すことになる。

### エジョフ体制の成立
ソ連では1934年7月以来内務人民委員部（NKVD）（エヌ・カー・ヴェー・デー）が秘密警察としての機能を兼務し、一連の粛清の指揮を執っていたが、スターリンはその長官ヤゴーダの取り組み方が手ぬるいと考え、1936年9月26日に更迭した。ヤゴーダも1937年に逮捕され、1938年3月に銃殺された。
ヤゴーダの後任のニコライ・エジョフの下で、粛清の規模は一気に拡大した。スターリンに抜擢されたエジョフは、その期待に応えるべくまずNKVDのヤゴーダ体制の刷新にあたった。NKVDの体制の刷新はエジョフが長官に就任した1936年9月の前後と1937年2月から3月の間の中央委員会総会中の二度にわたって大きく行われた。1936年9月前後の刷新は、要職をエジョフ派で固めることであり、ヤゴーダ派の左遷であった。続く1937年の総会中の刷新がヤゴーダ派の粛清を意味していた。
この中でエジョフが自らの側近に選んだのは、ミハイル・フリノフスキー、レオニード・ザコーフスキー、ベールマン兄弟などであった。また1937年半ばに粛清したが、ヤーコフ・アグラーノフも初めは重用していた。前長官ヤゴーダ、および明確なヤゴーダ側近だったパウケル、ゲオルギ・モルチャーノフ、プロコーフィエフらは総会中に粛清された。ヤゴーダ派とされた下々の機関員達もこの時期に大量粛清されている。
大量粛清でNKVDの組織を固めたエジョフは、共産党幹部たちを徹底的に調査させ、政治的逮捕の組織化を行うとともに、地域ごとの逮捕人数の割当まで指示している。エジョフ就任直後の1936年秋ごろから逮捕の範囲が一気に拡大している。また粛清の理由として「右翼」「トロツキスト」「ジノヴィエフセンター」「日独ファシストの手先」などかねてからのレッテル貼りに加えて「産業破壊活動」を理由にするようにもなった。ソ連の経済的混乱・貧困などスターリンの失政を「反ソ分子の陰謀」のせいにして覆い隠すためであった。

### 1937年

#### 第2次モスクワ裁判
大粛清の国際的な正当化を図るため、外国ジャーナリストを招いた「公開裁判」を行うことも忘れなかった。ゲオルギー・ピャタコフ（重工業人民委員第一代理）、カール・ラデック（元コミンテルン執行委員）、グリゴリー・ソコリニコフ（元財務人民委員/駐英全権代表）、ニコライ・ムラロフ（ゴスプラン幹部会員）ら大物被告は、1937年1月の第2次モスクワ裁判にかけて、「併行本部陰謀事件」の首謀者として死刑判決を与えた上で銃殺刑に処した。ラデック、ソコリニコフは懲役10年。ただし両者とも翌1938年獄中で不審な死を遂げている。この第2次モスクワ裁判は、大テロルの一つの頂点ともされる。
さらに1937年2月の中央委員会総会中には、ブハーリン（元コミンテルン議長・元党政治局員）、ルイコフ（前首相・元党政治局員）、ヤゴーダ（前任の内務人民委員）らを「右翼トロツキスト陰謀事件」を企んだとして逮捕し、翌1938年の第3次モスクワ裁判において死刑にした。
粛清は、単に反スターリン的な人物だけに留まらず、スターリンに忠実だった者たちへも及び、パーヴェル・ポスティシェフ、スタニスラフ・コシオール、ヤン・ルズタークのような1920年代にスターリンの粛清や集団化を支持した共産党幹部たちも次々と粛清されていった。

#### 階級闘争激化論による正当化
スターリンは1937年2月から3月にかけての共産党中央委員会総会で「党活動の欠陥とトロツキスト的およびその他の二心者を根絶する方策について」を演説し、キーロフ事件以後の「教訓」として「階級闘争が前進するほどに、打ち破られた搾取者階級の残党たちの怒りはますます大きくなり、彼らはますますはげしい闘争形態にうつり、ソビエト国家にたいしてますます低劣な行動をとり、命運つきた者の最後の手段として死物狂いの闘争手段にますますかじりつくであろう」などとする階級闘争激化論によって大粛清を正当化した。この総会が大テロルの絶頂ともされる。

#### 地方党での粛清
1937年春ごろからは地方党組織にも粛清を開始した。まずエジョフは各地域のNKVDトップの首を挿げ替えて、実質的な指揮権を現地の党組織からモスクワのNKVD本部へと変えた。そしてロシア革命以来、領主のように振る舞っている地方党組織の大物たち、イオシフ・バレイキス、ボリス・シェボルダエフなどを続々と粛清していった。
第十七回共産党大会において、中央委員または中央委員候補だった者139人のうち98人がこの時期にNKVDによって逮捕・銃殺されるに至った。

#### ウクライナ
ウクライナでもクラーク撲滅運動と農業集団化によって大飢饉（ホロドモール)が起きるなか、現地の共産党員や知識人にも粛清の嵐が吹き荒れた。

#### 赤軍での粛清
秘密軍事法廷でミハイル・トゥハチェフスキー元帥らがドイツのスパイとして粛清され、1937年6月12日には処刑が公表された。この赤軍での粛清によって赤軍は大打撃を受けた。原因は不明だが、スターリンが軍のクーデタを恐れたためともいわれる。

#### トロツキー査問委員会
1937年3月にアメリカ合衆国でジョン・デューイ、カールトン・ビールス、オットー・リューレ、ベンジャミン・ストルバーグ、スザンヌ・ラフォレット、アルフレッド・ロスマー、エドワード・ロス、ジョン・チェンバレン、カルロ・トレスカ、フランシスコ・ザモラ・パディラ、フランツ・ボアズ、ジョン・ドス・パソス、ルイス・ハッカー、シドニー・フック、ラインホルド・ニーバー、ジョージ・ノバック、ノーマン・トマス、エドマンド・ウィルソンらによってトロツキー査問委員会が設立し、トロツキーへの告発を調査した。1937年9月に公表された報告書では、モスクワ裁判はフレームアップ（捏造）による告発であり、モスクワ裁判で非難されたすべての人々が無罪であると報告された。

#### 「社会的危険分子」の家族への粛清
スターリンは1937年11月7日に「社会主義国家を破壊しようと企むものや、その構成民族の一つでも分離を図ろうとするものはだれであろうと、ソヴィエト国家と国民のゆるしがたい敵である。そしてわれわれはこのような敵を、その一族、家族もふくめて一人残らず撲滅する。」と語った。
エジェフは1937年12月「われわれがさらに成功するかどうかは、階級敵のわれわれに対する狡賢いやり方を暴き、この害虫をソヴィエトから排除するわれわれの意思にかかっている」「わがソヴィエト人は全労働者の唾棄すべき敵である大資本家の唾棄すべき奉仕者を最後の一人まで抹殺する」と演説した。エジェフは裏切り者の妻全員を監禁し、15歳以上の子供を「社会的危険分子」として逮捕する命令を出した。
エジェフは「人民の敵」を逮捕するために人数割り当てを盛り込んだ計画を作成し、1937-38年にかけてNKVDは157万5000人を逮捕し、うち68万1692人が処刑され、残りはグラグ（強制収容所）へ収監された。逮捕されたのは労働者、農民、公務員などふつうの人々がほとんどだった。
同年には、NKVDにより婉曲法による事実上の処刑者リストが作成されるようになった。8月14日付のスターリン、モロトフ宛ての「最高裁判所軍事委員会で裁かれる人物リスト」の冒頭には、「第一カテゴリー （1-я категория.）」と記されていた。これは事実上の死刑指示であり、「第二カテゴリー」は「10年の懲役」を意味した。このリストの一番目に名前を記された元ロシア・プロレタリア作家協会書記長のレオポリド・アヴェルバフ（ヤゴーダの義兄）は、同様に名前を記されたNKVD将校らと共に同年に処刑された。

### 1938年

#### 第三回モスクワ裁判

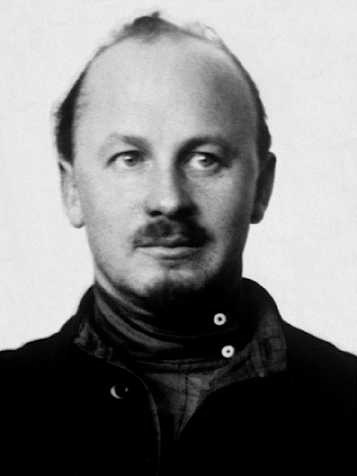
ニコライ・ブハーリン

1938年3月、ニコライ・ブハーリンらが右翼トロツキスト陰謀事件容疑で第三回モスクワ裁判で裁かれ、処刑された。このブハーリン裁判で19人が処刑され、スターリンによる古参党員の反対派狩りは完成された。

#### 大量粛清の収束
1938年11月17日の人民委員会議・党中央委員会秘密決定で、これまで「人民の敵」の撲滅のために多くが行われてきたとし、一部で歪曲もあったが、これは内務人民委員会に潜入した「人民の敵」による根拠のない大量抑圧だったとし、大量逮捕を禁じ、テロルの収束を打ち出した。
1939年3月の第18回共産党大会では、5年前の第17回共産党大会での代議員1966人のうち1108人が逮捕され、そのとき選出された委員139人のうち98人が処刑されていた。党規約から「チーストカ（粛清）」への言及がけずられ、大量粛清が廃止され、党職に就任する条件も緩和された。
1938年12月、スターリンに忠実で、大粛清に大きく加担したニコライ・エジョフは内務人民委員会を解任された。エジョフは1939年に逮捕され、無実の者を逮捕してきた罪を問われて、1940年2月に銃殺された。ラヴレンチー・ベリヤが後任となった。ベリヤのもとでも粛清は行われたが規模は小さくなっていった。
スターリンは、自分の権力を脅かす可能性のある古参ボルシェビキとその仲間、家族を粛清し、赤軍による権力奪取を恐れ赤軍を粛清し、元メンシェビキ、社会革命党員、立憲民主党員も粛清し、クラーク、聖職者、元地主、修道士も粛清した。また、密告したものには出世を約束するなどして密告を奨励した。大粛清をへて、スターリンの個人書記局が正規の共産党をおしのけて絶大な権力を持つにいたった。

## 赤軍大粛清
第一次モスクワ裁判では、ムラチュコフスキー将軍（ウラル軍管区司令官）やスミルノフ将軍（シベリア方面赤軍司令官）など赤軍高官も処刑されていたが、彼等は赤軍という派閥以前に、スターリンに並ぶオールド・ボリシェヴィキとしての側面を恐れられて粛清されたとみられる。
赤軍自体への粛清は、当初はスターリンも手を焼いていたが、1936年7月にNKVDに逮捕されたドミトリー・シュミット将軍（キエフ軍管区戦車隊司令官）が、拷問の末廃人にされて赤軍内の“共犯者”の名前を“自白”したことで、徐々に赤軍高級将校への粛清が始まった。さらに1937年6月11日にはミハイル・トゥハチェフスキー元帥（国防人民委員代理）、イオナ・ヤキール一等軍司令官（キエフ軍管区司令官）、イエロニム・ウボレヴィッチ一等軍司令官（白ロシア軍管区司令官）ら名だたる赤軍高官がまとめて“ナチスドイツのスパイ”として銃殺され、これを機に赤軍の粛清がいよいよ本格化する（上記のシュミット将軍は同年6月20日に処刑されている）。
以降、翌1938年までいわゆる「赤軍大粛清」が吹き荒れることとなり、元帥5人のうち3名、軍司令官級15人のうち13人、軍団長級85人のうち62人、師団長級195人中110人、旅団長級406人中220人、大佐級も四分の三が殺され、大佐以上の高級将校の65％が粛清された計算になる。政治委員（共産党から赤軍監視のために派遣されている党員たち）も最低2万人以上が殺害され、また赤軍軍人で共産党員だった者は30万人いたが、そのうち半数の15万人が1938年代に命を落とした。

## 結末
スターリンとエジョフの粛清は広範に拡大され、おそらく人類の歴史の中でも名だたる政治抑圧の事例となった。その対象は政府や党の高級幹部に留まらず、詩人オシップ・マンデリシュタームや演出家で俳優のフセヴォロド・メイエルホリドといった文化人などが犠牲になっている。
学者も例外ではなく、経済学ではニコライ・コンドラチエフが犠牲になっており、生物科学の分野においても、スターリンの寵愛を受けたトロフィム・ルイセンコに異を唱えたニコライ・ヴァヴィロフなど3千人を超える生物学者が「ブルジョワ疑似科学」の烙印を押された上で投獄、解雇、処刑され、遺伝学における科学研究は1953年にスターリンが死去するまで事実上破壊された（ルイセンコ論争）。神経生理学や細胞生物学、その他の多くの生物学分野における研究と教育にも悪影響が及んだり、禁止された。ソ連の先端工学を担う工学者・エンジニア陣までも粛清の手が及び、ジェット推力研究グループ（GIRD)においてはヴァレンティン・グルシュコやセルゲイ・コロリョフなどの研究者が流刑・投獄の憂き目にあっている。
このように一般の文化人や学者や市民にも粛清の恐怖が広まり、社会は相互監視と密告に支配された。国民は恐怖や猜疑心に脅える悪夢のような日々を送るはめになり、「ロシア人の亭主が家族と安心して話せるのは、夜布団の中で丸くなって妻子と一緒の時だけ」とさえ言われた。
さらに、ウラジーミル・ヴァランキンやニコライ・ウラジミロヴィチ・ネクラーソフなどのようなエスペランティストも、その国際的な活動が災いしてスパイとの嫌疑をかけられ、その多くが銃殺されたり投獄された（上記の二人に至っては、蔵書や原稿などの所有物に至るまで全て破棄された）。これにより、ソ連でのエスペランティストの活動は、スターリンの死後まで一時途絶えることになる。
また、外国から帰国した元亡命者たちもスパイの烙印を押され、多くが逮捕・処刑された。1937年9月20日、エジョフはNKVD指令書の付属文書の中で、北満鉄道讓渡協定によるハルビンからの帰国者を「日本のスパイ」と決めつけて大量に逮捕するよう指令 (NKVD命令 第593号)。結果、4万8千人以上が逮捕されてそのうち3万992人が銃殺された。この時の犠牲者にはアナトリー・ヴェデルニコフの父イワン・ヴェデルニコフなどがいる。
しかし1938年後半に入ると、大量抑圧によって国家機能や経済運営が支障を来たすほどになり、弾圧の実行者である治安機関がその責任を問われることとなった。1938年末になると、スターリンはエジョフとNKVDを批判するようになり、エジョフはついにNKVD長官の座をラヴレンチー・ベリヤに奪われ、さらにスターリン暗殺計画を企んだとして1940年に銃殺された。またフリノフスキーはじめエジョフの部下たちも次々と処刑され、粛清にあたったNKVDの関係者たちでスターリン時代を生き残れた者は多くなかった。
1933年に40万人が除名、1935年と36年にそれぞれ20万人が除名され、36年末に党員は145万に減り、4年間で75万人が党から消えた。1937年には50万人が粛清された。しかし、1938年末には45万の新党員が代わりに採用され、1939年と1940年に毎年50万の新党員が追加されていった。こうしてスターリンは、共産党の人員整理を進め、党を刷新することとなった。

## スターリン死後
その後、独ソ戦期・冷戦期にもベリヤの指導で政治弾圧は続いたものの、大粛清期に比べるとはるかに縮小した。1953年3月5日にスターリンが死去すると、ソ連共産党第一書記になったニキータ・フルシチョフが、大粛清をはじめとするスターリンの個人崇拝政治を批判し（スターリン批判）、これに合わせて、大粛清で処刑・流刑された共産党や赤軍の幹部たちに対する恩赦や名誉回復が始まった。
1964年のフルシチョフの失脚後、レオニード・ブレジネフの政権下では一時名誉回復運動も停滞したが、1985年にはミハイル・ゴルバチョフによって再び「改革派」が勢いづくとともにスターリン政治の実態が明らかにされ、さらに多くの死亡者たちの名誉が回復された。
そして、1990年8月13日付けソビエト連邦大統領令第556号「20年代から50年代にかけての政治的弾圧における全ての被害者の名誉回復について（О ВОССТАНОВЛЕНИИ ПРАВ ВСЕХ ЖЕРТВ ПОЛИТИЧЕСКИХ РЕПРЕССИЙ 20 - 50-Х ГОДОВ）」によって、スターリン政権時代に「政治的弾圧」を受けた全ての被害者の名誉が回復された。
一方で、スターリン主義者のヴャチェスラフ・モロトフは、革命後の残敵とファシストの危険を前に、第五列はあってはならなかったのであり、大粛清は必要だったし、正しい政策だったと晩年に語っている。

## 死亡者数
大粛清の犠牲となった死者は800万～1000万人とも推定される。ペレストロイカ後の情報公開によれば、1930年代のスターリンによる大粛清では、250万人が逮捕され、そのうち68万余が処刑、16万余が獄死したことが確認できる。後述するNKVDの1953年統計報告によれば、1921年から1938年までの間に処刑されたのは74万5220人にのぼる。
ただし、ソ連時代の統計の開示や、第三者による検証を経ても、粛清された人物の合計数は今もなお公式に確定していない。

### NKVDの1953年統計報告

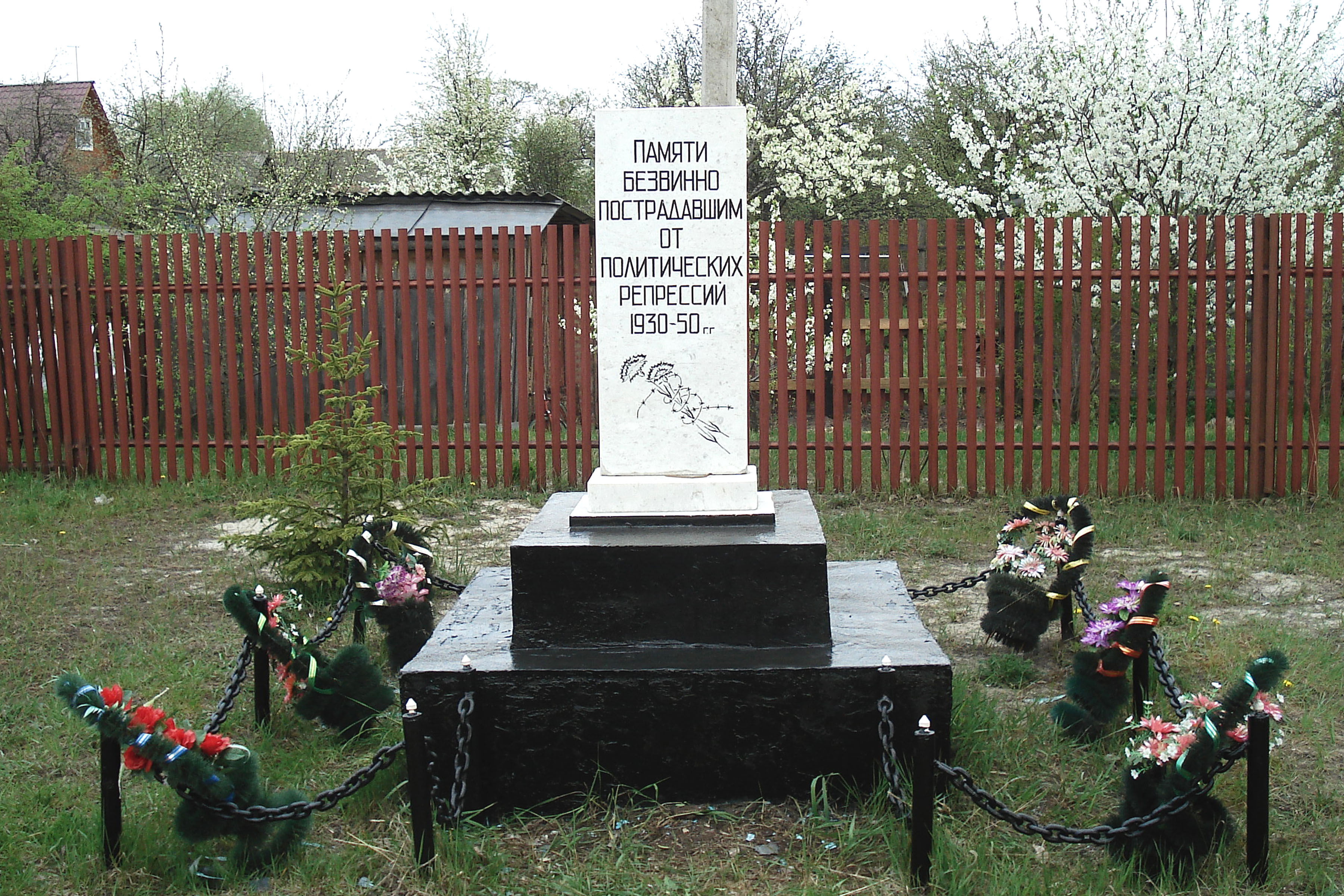
1930～50年代までの粛清による犠牲者を弔う墓碑

ソ連政府はミハイル・ゴルバチョフの時代にNKVDの後身ソ連国家保安委員会 (KGB) が「スターリンが支配した1930年から1953年の時代に786,098人が反革命罪で処刑されたこと」を公式に認めた。さらにソ連崩壊後にはロシア連邦国立文書館 (GARF) がNKVDグラーク書記局が1953年に作成したという統計報告書を公開した。それによるとNKVDは1937年と1938年の2年間に1,575,259人の者を逮捕しており、このうち87%以上の1,372,382人に及ぶ人が反革命罪および反国家扇動罪などに問われた政治犯であった。
| 西暦   | 逮捕者総数 | 政治犯数（全逮捕者中の割合） | 有罪者数   | 死刑者数（有罪者中の割合） |
| ------ | ---------- | ---------------------------- | ---------- | -------------------------- |
| 1921年 | 200,271 人 | 76,820 人 (38%)              | 35,829 人  | 9,701 人 (27 %)            |
| 1922年 | 119,329 人 | 45,405 人 (38%)              | 6,003 人   | 1,962 人 (32 %)            |
| 1923年 | 104,520 人 | 57,289 人 (54%)              | 4,794 人   | 414 人 (08 %)              |
| 1924年 | 92,849 人  | 74,055 人 (79%)              | 12,425 人  | 2,550 人 (20 %)            |
| 1925年 | 72.658 人  | 52,033 人 (71%)              | 15,995 人  | 2,433 人 (15 %)            |
| 1926年 | 62,817 人  | 30,676 人 (48%)              | 17,804 人  | 990 人 (05 %)              |
| 1927年 | 76,983 人  | 48,883 人 (63%)              | 26,036 人  | 2,363 人 (09 %)            |
| 1928年 | 112,803 人 | 72,186 人 (64%)              | 33,757 人  | 869 人 (02 %)              |
| 1929年 | 162,726 人 | 132,799 人 (81%)             | 56,220 人  | 2,109 人 (03 %)            |
| 1930年 | 331,544 人 | 266,679 人 (80%)             | 208,069 人 | 20,201 人 (09 %)           |
| 1931年 | 479,065 人 | 343,734 人 (71%)             | 180,696 人 | 10,651 人 (05 %)           |
| 1932年 | 410,433 人 | 195,540 人 (47%)             | 141,919 人 | 2,728 人 (01 %)            |
| 1933年 | 505,173 人 | 283,029 人 (56%)             | 239,664 人 | 2,154 人 (00.9%)           |
| 1934年 | 205,173 人 | 90,417 人 (44%)              | 78,999 人  | 2,056 人 (02 %)            |
| 1935年 | 193,083 人 | 108,935 人 (56%)             | 267,076 人 | 1,229 人 (00.4%)           |
| 1936年 | 131,168 人 | 91,127 人 (69%)              | 274,670 人 | 1,118 人 (00.4%)           |
| 1937年 | 936,750 人 | 779,056 人 (83%)             | 790,665 人 | 353,074 人 (44 %)          |
| 1938年 | 638,509 人 | 583,326 人 (91%)             | 554,258 人 | 328,618 人 (59 %)          |

このNKVDの1953年統計報告によれば、1921年から1938年までの間に処刑されたのは、74万5220人にのぼる。ソ連ではウラジーミル・レーニンによる建国以来、政治犯の逮捕（すなわち粛清）は常時行われていたが、逮捕者数や死刑数がとりわけ目立つのはやはりスターリン時代の大粛清最盛期である1937年と1938年であることが分かる。1937年と1938年の二年間のうちに処刑されたのは、68万1692人である。1921年から1936年までの処刑された人数6万3528人の10倍以上が1937年と1938年に犠牲となった。
ある推定では、80万人が16か月にわたって毎月5万人の割合で処刑された。

## 埋葬場所
犠牲者はNKVD管理下の森で銃殺された。処刑者はNKVD将校だったが、この件について一切口外を禁止され、粛清された犠牲者の遺族には、なにも知らされないか、不明の場所へ流刑にされたとか、死亡したとか、でたらめの話を聞かされた。
犠牲者の遺体は多くの場合集団墓地へ投げ込まれた上に木を植えて証拠隠滅されており、ソ連崩壊前後の機密解除によりコムナルカ射撃場やブートヴォ射撃場などが特定された（en:Mass graves from Soviet mass executionsを参照）。また、新ドンスコイ墓地においては隣接した火葬場で犠牲者の遺体が焼かれたのちに遺灰が遺棄された。
現在ではこれらの集団墓地はロシア正教会の管理下に置かれ、慰霊碑が建立されている。ホロコーストとは異なり、犠牲者の処刑記録の多くにはこれら「埋葬場所」も記録されていた。

## 外国人の被害者
当時のソ連に在留している外国人といえば、コミンテルンに参加するためにソ連に滞在している共産主義者か、または共産主義が禁止されている国からソ連に亡命してくる非合法組織の者か、そのどちらかが大多数であったが、彼らもスターリンの大粛清の前で例外とはされなかった。
外国人の大粛清犠牲者で有名な人物としてはハンガリーの共産主義運動の始祖でレーニンの信頼も厚かったクン・ベーラ（1937年5月逮捕、1939年11月銃殺）、ラトヴィア人共産主義者ロベルト・エイデマン（1937年6月銃殺）、スイス共産党創設者で、二月革命後のレーニンのロシアへの帰国を取り仕切ったフリッツ・プラッテン（逮捕後、1942年4月ラーゲリで銃殺）等が挙げられる。
大粛清の矛先は、コミンテルンに加盟している各国の共産党に対しても向けられ、ポーランド、ユーゴスラヴィア、モンゴル等の共産党幹部がソ連に召喚され、多くが粛清された。アドルフ・ヒトラーによる弾圧を逃れてソ連に亡命していたドイツ共産党指導部も、大粛清によって壊滅した。
また、ソ連国外でも共産主義者や共産党の政敵への殺害は行われた。当時内戦の最中にあったスペインでは、共産党の政敵だったマルクス主義統一労働者党 (POUM) の幹部アンドレウ・ニンがNKVDの要員によって誘拐・殺害（1937年6月20日）されている。当時ソ連の衛星国だったモンゴル人民共和国やトゥヴァ人民共和国では、貴族やチベット仏教僧を始めとする反体制派への大規模な迫害や、「日本帝国主義のスパイ」に対する摘発が行われた。

### 日本人の被害者
日本人からは、山本懸蔵（日本共産党員。1937年11月逮捕、1939年3月銃殺）、伊藤政之助（日本共産党員。1936年11月逮捕、1937年銃殺）、国崎定洞（ドイツ共産党所属でソ連に移住した元東京帝大医学部助教授。1937年8月逮捕、同年12月銃殺）、杉本良吉（演出家、日本共産党員、女優岡田嘉子の愛人。1938年1月逮捕、1939年銃殺）などソ連亡命中の共産主義者を中心に10-20名前後が粛清されたと見られる。

## 逃れた者たち
- ゲンリフ・リュシコフ[42] - 著書に『リュシコフ大将手記』がある。
- ヤルマル・フロント（フィンランド語版）[43][42]
- ビンバー - 著書に『外蒙古脱出記』がある。
- 高谷覚蔵 - 著書に『コミンテルンは挑戦する[44]』(前編に「在露十年記」を含む)がある
- 正兼菊太 - 著書に『ロシア潜行六ケ年』がある。
- 熊谷大信
- 岡田嘉子
- 勝野金政 - 著書に『赤露脱出記』がある。
- 野坂参三 - 後の日本共産党議長。日本人同志の山本懸蔵ら数名をNKVDに讒言密告した。
- 久保田栄吉 - 大粛清より前ではあるが、便宜上ここに記す。モスクワにおいて軍事探偵疑惑としてチェーカーに捕まった。著書に『赤露二年の獄中生活[45]』がある。
- ハーマン・J・マラー - 生物学者。ニコライ・ヴァヴィロフの部下。1940年にアメリカに帰国。
- アナトリー・ヴェデルニコフ - 音楽家。ハルビンからの移住後、大粛清により父は銃殺、母は収容所送りとなっている。

## 評価

### ホロコーストとしての大粛清
大粛清について、ヨルグ・バベロフスキーとアンセルム・デリング=マントイフェルは、（ナチスの）「最終解決」のソビエト版だという。
ロナルド・サニーは大粛清は「政治的ホロコースト」だという。

### 現代のロシア
ソビエト連邦の崩壊後、第二次ウラジーミル・プーチン政権下においては、2014年クリミア危機以降、欧米諸国による経済制裁が強化されたことに対抗する形でソ連時代の「再評価」が進められており、それに伴い大粛清の資料の公開も滞りつつある。例としては、上記のエジョフの機密文書を2014年7月にウクライナ保安庁が機密解除したのに対し、ロシア連邦保安庁は未だに機密扱いしている。さらに、市民団体メモリアル（下記）もロシア外国代理人規制法により「外国のエージェント」の烙印を押されて当局の監視下に置かれ、2021年にロシア連邦最高裁判所により解散を命じられた。メモリアルは、他の組織と共に2022年にノーベル平和賞を受賞した。
ロシアの人権団体メモリアルは、連邦保安庁（旧：KGB）本部前のルビャンカ広場に建立した追悼慰霊碑の前で犠牲者の名前などを読み上げる追悼式典を開いている。2017年10月30日には、ロシア連邦政府による初の公式追悼碑「嘆きの壁」がモスクワに設置された。ロシア大統領ウラジーミル・プーチンは「数百万人が亡くなったり、苦しんだりした。この悲劇を忘れないことが、我々の義務だ」と式典で挨拶した。しかし、2022年ロシアのウクライナ侵攻後、大粛清を含むスターリンへの批判は事実上タブーと化している。
一方で、「こうした弾圧措置は道義的また倫理的には問題があったとはいえ、そのおかげでロシア・ソ連の近代化が成功した」として、この時期のスターリンの行動を肯定・正当化しようとする論者も存在している。その根拠は、スターリンの時代を矛盾の時代だと定義することから出発している。すなわち、ソビエト成立時の産業構造は農業主体であったが、本来であれば数十年をかけて工業化を進めるところを、農民を犠牲にした強制的な資本蓄積を図ることで産業構造の近代化を成功させた、というのである。また、大粛清によって排除された高級将校は現代戦の知識に疎く、大粛清の後にはゲオルギー・ジューコフやイワン・コーネフのようにそれを補う有能な若手将校が現れたと主張されることもある。
しかし、一般には、赤軍が熟練将校や指揮官の大半を失ったことが冬戦争と独ソ戦（特に初期）での甚大な損害を招いたとされている。トゥハチェフスキーのような先進的戦略家らも犠牲になる一方で、冬戦争や独ソ戦における失態から無能との悪評高いクリメント・ヴォロシーロフや騎兵を過大評価し戦車を軽視するセミョーン・ブジョーンヌイらが粛清を免れたことから、「現代戦の知識」よりも「党への忠誠」が重視された大粛清であった。

## 議論

### トゥハチェフスキー粛清の謎

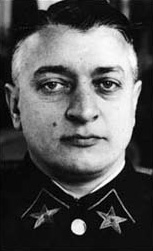
トゥハチェフスキー元帥

「赤軍の至宝」｢赤いナポレオン｣と謳われる内乱時代の英雄で、その後も赤軍の機械化・近代化とその運用のための縦深作戦理論の確立に指導的役割を果たしていたミハイル・トゥハチェフスキー元帥の処刑は世界に衝撃を与えた。
トゥハチェフスキーとスターリンのそもそもの確執は、対ポーランド戦争に遡るといわれる。この戦争でトゥハチェフスキー軍はワルシャワを包囲したが、スターリンが政治委員を務めるエゴロフ軍はワルシャワ包囲の増援を送らなかったため、陥落させられなかった。当時のスターリンは、トゥハチェフスキーの華々しい連勝に嫉妬し、自分も戦勝将軍としてどこかの都市に華々しく入城したいと考えていたとの説がある。だが、レーニンはこれに激怒し、直ちにスターリンの革命軍事会議議員の地位を剥奪した。これによって大恥をかかされたスターリンは、トゥハチェフスキーを逆恨みするようになったという。これが真実であれば、トゥハチェフスキーの存在感はスターリンの自尊心を傷つけるものであったろうことは想像に難くない。
ナチス・ドイツ情報部SD司令官ラインハルト・ハイドリヒも、独ソ戦があった場合に最大の強敵になるであろう名将トゥハチェフスキーを抹殺する絶好の好機を逃さなかった。「ドイツ軍とトゥハチェフスキーが接触した」という偽造文書を作成し、親ソのチェコスロヴァキア大統領ベネシュを通じてモスクワのスターリンへ届くよう工作したとされる。一方で、トゥハチェフスキー粛清の口実が欲しかったスターリン側が、ドイツに対しそういう行動に出るよう仕向けたともいわれ、真相は定かではない。
いずれにせよ、「ナチスのスパイ」として逮捕されたトゥハチェフスキーは、NKVDの取調官から調書に血の跡が残るほど激しい拷問を受けて、スパイであることを自白せざるをえなかった。裁判ではゲシュタポの偽造した文書が証拠として採用され、有罪の判決を受けたトゥハチェフスキーは1937年6月12日に銃殺された。トゥハチェフスキーの妻ニーナも「共犯」として逮捕され強制収容所へ送られた後に1941年10月になって銃殺された。トゥハチェフスキーの12歳の末娘は自殺している。

## 中国共産党への影響
この時期にモスクワを訪問していた中国共産党のメンバーの一人に康生がいた。彼は中国共産党中央コミンテルン駐在代表団団長となった王明に従って4年ほど滞在したが、彼はこの間にNKVDによる容疑者への逮捕・拷問・処刑などを身近に体験したといわれる。また、自身も王明などの指示の下、中国共産党ソ連留学生をトロツキストとして攻撃し、彼等の迫害に関与した。1937年11月に帰国した後に延安に移り、翌1938年には共産党中央社会部長、情報部長となり、以後党内の「スパイ」摘発工作で辣腕を振るう。1942年から1943年頃には毛沢東と劉少奇の下で「整風運動」と称された粛清の実行に当たった。緊急措置をとり、拷問による自白を証拠として、多くの党員をスパイ、裏切り者、内通者として赤色テロルを行った。これら一連の行為により、康生は「中国のジェルジンスキー、（あるいは）ベリヤ」と呼ばれるようになる。文化大革命中に死去するが、その悪行により、党から死後に除名された。